# Propulsore ionico

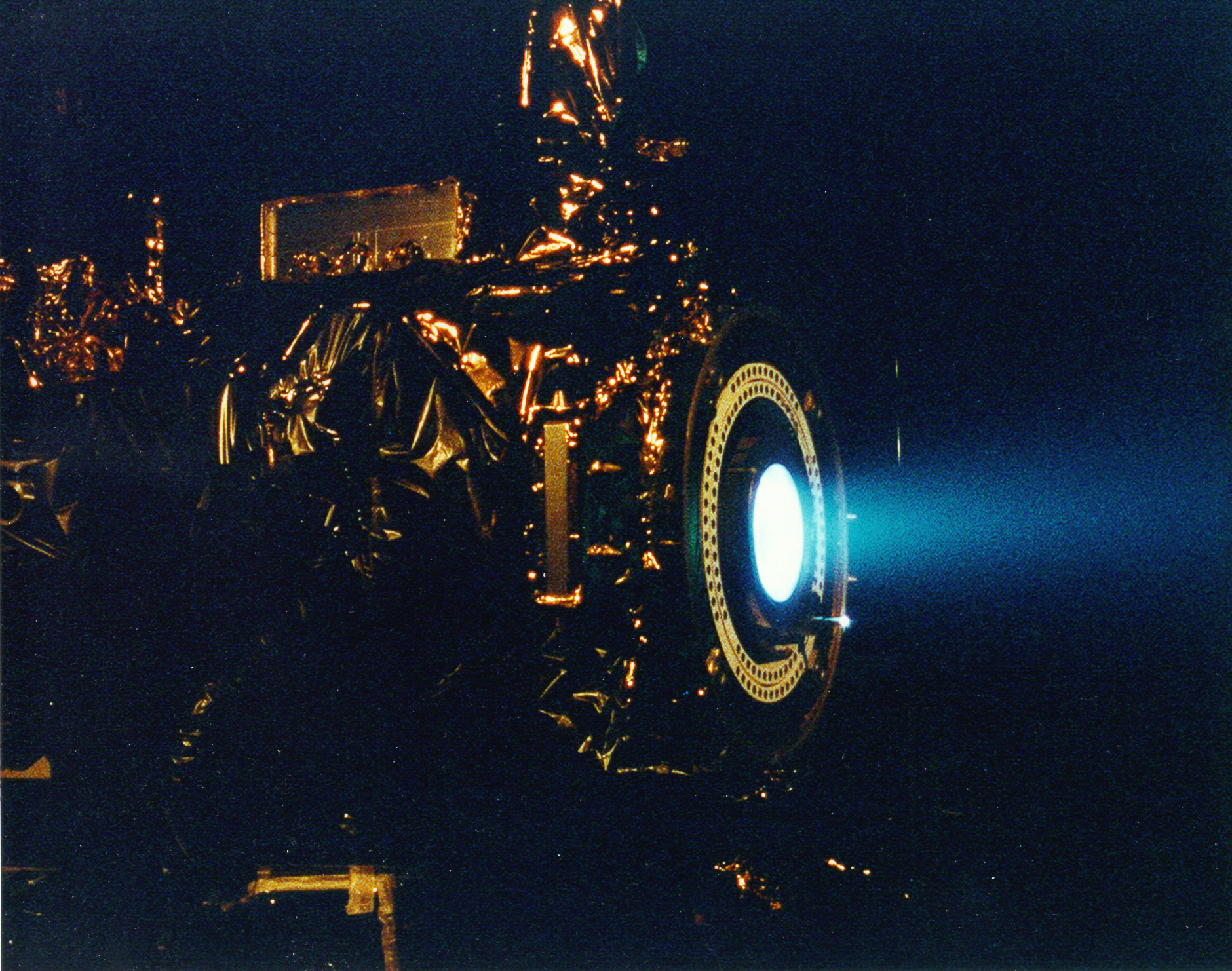
Test di un propulsore ionico

Un propulsore ionico è un tipo di propulsione elettrica usata per la propulsione spaziale in grado di creare una spinta a partire dall'accelerazione degli ioni. I propulsori ionici si differenziano in base al modo in cui accelerano gli ioni, usando forze elettrostatiche o elettromagnetiche. I propulsori di tipo elettrostatico utilizzano la forza di Coulomb, accelerando quindi gli ioni nella direzione del campo elettrico, mentre quelli elettromagnetici sfruttano la forza di Lorentz.
La spinta creata nei propulsori ionici è molto piccola in confronto ai razzi chimici convenzionali, ma si ottiene un impulso specifico, o efficienza propulsiva, molto elevata.
A causa delle loro necessità energetiche relativamente elevate, data la potenza specifica delle fonti energetiche, i propulsori ionici sono considerati convenienti solamente per applicazioni di propulsione spaziale.

## Origini
I principi della propulsione ionica si rifanno ai concetti sviluppati dal fisico tedesco/Austriaco Hermann Oberth che furono pubblicati nel suo famoso lavoro del 1929 "Wege zur Raumschiffahrt”" (Modi di volo spaziale). Un intero capitolo del lavoro è dedicato alla propulsione e all'alimentazione elettrica e vi sono spiegati i suoi pensieri sulla riduzione della massa necessaria per i propulsori elettrici, prevedendone l'uso nella propulsione spaziale o nel controllo direzionale del volo e difendendo l'accelerazione elettrostatica di gas ionizzati.
Il primo propulsore ionico funzionante fu costruito da Harold R. Kaufman nel 1959 presso le fabbriche della NASA nel Glenn Research Center. Era simile al disegno generico di un propulsore ionico a griglia elettrostatica che usava mercurio come propellente. Durante gli anni sessanta seguirono i test suborbitali del motore che nel 1964 venne mandato in volo suborbitale sulla SERT-1 ("Space Electric Rocket Test 1"). Funzionò con successo per i 31 minuti previsti prima di ricadere a terra.

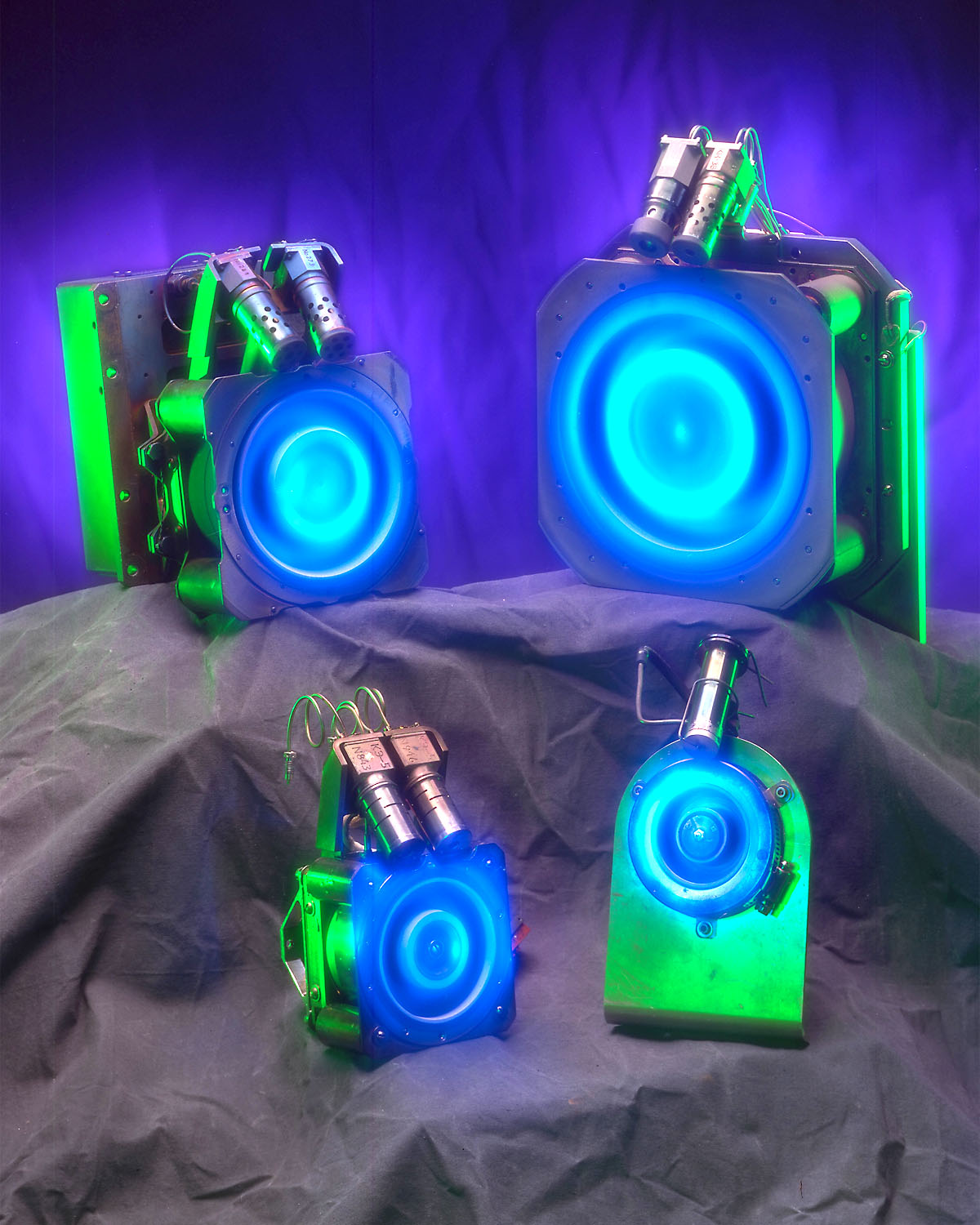
Propulsori a effetto Hall sovietici e russi

Il propulsore a effetto Hall fu studiato indipendentemente dagli Stati Uniti e dall'Unione Sovietica negli anni cinquanta e '60, tuttavia il concetto di propulsore Hall fu sviluppato in uno strumento di propulsione efficiente soltanto nell'ex-Unione Sovietica, mentre gli scienziati statunitensi si concentrarono invece sullo sviluppo di propulsori ionici a griglia. I propulsori a effetto Hall vengono usati nei satelliti sovietici dal 1972 e fino agli anni novanta venivano principalmente usati per la stabilizzazione dei satelliti nelle direzioni Nord-Sud ed Est-Ovest. Da 100 a 200 motori hanno completato la loro missione sui satelliti russi e sovietici fino alla fine degli anni novanta. Il progetto del propulsore sovietico fu introdotto in occidente nel 1992 dopo che un team di specialisti della propulsione elettrica, col supporto della Ballistic Missile Defense Organization, ebbero visitato i laboratori ex-sovietici.

## Descrizione generale
I propulsori ionici utilizzano raggi di ioni (atomi o molecole carichi elettricamente) per creare una spinta in accordo con il terzo principio della dinamica. Il metodo per accelerare gli ioni varia, ma tutti i progetti si avvantaggiano del rapporto tra carica e massa degli ioni. Questo rapporto può significare che anche differenze di potenziale relativamente piccole possono creare elevate velocità nei gas di scarico. Questo riduce la quantità di massa reattiva o carburante richiesto, ma aumenta la quantità di potenza specifica necessaria in confronto a quella dei razzi chimici. I propulsori ionici sono dunque in grado di ottenere impulsi specifici estremamente alti. Lo svantaggio della poca spinta è una scarsa accelerazione del veicolo poiché la massa delle unità di corrente elettrica è direttamente proporzionale alla quantità di energia fornita. Questo rende i propulsori ionici inadatti al lancio di veicoli in orbita, ma ideali per le applicazioni della propulsione nello spazio.
Sono stati progettati diversi propulsori ionici e tutti quanti si possono riunire in due categorie: elettrostatici o elettromagnetici. La differenza principale è il modo in cui vengono accelerati gli ioni.

## Propulsori ionici elettrostatici
I propulsori ionici di questo tipo sfruttano la forza di Coulomb per accelerare gli ioni nella direzione del campo elettrostatico.

### Propulsori ionici a griglia elettrostatica

Un diagramma che descrive il funzionamento di un motore ionico a griglia elettrostatica

I propulsori ionici a griglia elettrostatica usano comunemente xenon gassoso, che viene ionizzato bombardandolo con elettroni veloci espulsi da un catodo rovente (effetto termoionico). Questo bombardamento crea ioni carichi positivamente a causa della perdita di un elettrone (Xe+). Questi ioni positivi si diffondono poi attraverso la griglia positiva ed entrano nella zona di differenza di potenziale tra la griglia positiva e quella negativa (anodo e catodo rispettivamente). Questa differenza di potenziale accelera gli ioni a velocità elevata, i quali, attraversando la griglia negativa, generano la spinta. Un altro catodo nella parte esterna del motore emette altri elettroni che si combinano con gli ioni positivi per neutralizzarli. Questo per evitare che il raggio di ioni ritorni verso il veicolo annullando la spinta.
Ricerche sui propulsori a griglia elettrostatica (passate e presenti):
- NASA Solar electric propulsion Technology Application Readiness (NSTAR)
- NASA's Evolutionary Xenon Thruster (NEXT)
- Nuclear Electric Xenon Ion System (NEXIS)
- High Power Electric Propulsion (HiPEP)
- Dual-Stage 4-Grid (DS4G)[4][5]

### Propulsori a effetto Hall

Schema di un propulsore a effetto Hall

I propulsori a effetto Hall accelerano gli ioni attraverso l'uso di un potenziale elettrico mantenuto tra un anodo cilindrico e un plasma caricato negativamente che forma il catodo. La massa del propellente (tipicamente xenon o bismuto vaporizzato) viene introdotta vicino all'anodo, dove viene ionizzata, in seguito gli ioni vengono attratti dal catodo e accelerati verso e attraverso di esso, raccogliendo elettroni mentre si muovono per neutralizzare il fascio e lasciare il propulsore ad alta velocità.
L'anodo è all'estremità di un tubo cilindrico con al centro una punta che produce un campo magnetico radiale tra essa e il tubo. Gli ioni non vengono influenzati molto dal campo magnetico, siccome sono troppo pesanti; tuttavia gli elettroni prodotti vicino alla fine della punta per creare il catodo ne vengono influenzati maggiormente venendone intrappolati e mantenuti in zona dalla loro attrazione verso l'anodo. Alcuni elettroni si muovono a spirale verso l'anodo, circolando attorno alla punta in una corrente di Hall. Quando raggiungono l'anodo colpiscono il propellente non caricato e lo ionizzano, prima di raggiungere l'anodo chiudendo il circuito.

### Propulsione elettrica a emissione di campo (FEEP)
La propulsione elettrica a emissione di campo (Field Emission Electric Propulsion, FEEP) usa un sistema molto semplice per accelerare gli ioni di metallo liquido per generare la spinta. La maggior parte dei progettisti utilizzano cesio o indio come propellente. Il progetto consiste in una piccola riserva di propellente che contiene il metallo liquido, una piccolissima feritoia attraverso cui scorre il liquido e un anello acceleratore. Il cesio e l'indio sono usati a causa del loro grande peso atomico, i bassi potenziali di ionizzazione e basse temperature di fusione. Una volta che il metallo liquido raggiunge l'interno della feritoia nell'emettitore, un campo elettrico applicato tra esso e l'anello acceleratore provoca instabilità nel metallo liquido causandone la ionizzazione. Questo crea ioni positivi che possono poi essere accelerati nel campo elettrico creato tra l'emettitore e l'anello. Questi ioni caricati positivamente sono poi neutralizzati da una sorgente esterna di elettroni in modo da evitare di caricare la fusoliera del veicolo.

## Confronti
La seguente tabella compara i dati attuali dei test di alcuni propulsori ionici, la cui maggior parte spinge gli ioni con una differenza di potenziale di 300 Volt.
| Motore       | Propellente   | Potenza richiesta (kW) | Impulso specifico (s) | Spinta (mN) |
| ------------ | ------------- | ---------------------- | --------------------- | ----------- |
| NSTAR        | Xenon         | 2.3                    | 3300                  | 92          |
| NEXT         | Xenon         | 10.5                   | 3900                  | 364         |
| NEXIS        | Xenon         | 20.5                   | 6000-7500             | 400         |
| HiPEP        | Xenon         | 25-50                  | 6000-9000             | 460-670     |
| Effetto Hall | Bismuto       | 25                     | 3000                  | 1130        |
| Effetto Hall | Bismuto       | 140                    | 8000                  | 2500        |
| Effetto Hall | Xenon         | 25                     | 3250                  | 950         |
| Effetto Hall | Xenon         | 75                     | 2900                  | 2900        |
| FEEP         | Cesio liquido | 6x10−5-0.06            | 6000-10000            | 0.001-1     |

## Durata
Il fattore limite principale dei propulsori ionici è la loro scarsa forza di spinta. Questa spinta è il risultato dell'alta velocità dei gas di scarico, che richiede molta energia e le prestazioni sono ulteriormente limitate dalla potenza specifica delle fonti energetiche. Inoltre molti propulsori sono in grado di gestire solo piccoli flussi di propellente, per esempio i modelli con griglia elettrostatica soffrono di effetti di 'carica spaziale' in flussi elevati. Questa scarsa accelerazione si tramuta nella necessità di fornire una spinta continua per molto tempo per ottenere un cambio ragionevole nella velocità (Delta-v). Per raggiungere questi delta-v i propulsori ionici sono progettati per durare da settimane ad anni.
Sebbene non contengano parti in movimento soggette ad attrito, questi motori sono comunque soggetti a fenomeni di usura dovuti principalmente agli urti tra gli ioni e la griglia elettrostatica, che causano l'erosione della stessa. Il tempo necessario per avere un'erosione significativa è, per le applicazioni attuali, generalmente molto più grande della durata operativa richiesta. Un test della tecnologia NASA NSTAR (NASA Solar electric propulsion Technology Application Readiness) per i propulsori elettrostatici risultò in 30.472 ore (approssimativamente 3 anni e mezzo) di spinta continua alla massima potenza. Il test fu concluso prima di qualsiasi cedimento e i suoi risultati mostrarono che il motore non si stava nemmeno avvicinando alla rottura.

## Propellenti
L'energia di ionizzazione rappresenta una grossa percentuale dell'energia richiesta per il funzionamento dei motori ionici. Il propellente ideale per questi motori è quindi una molecola o atomo con un elevato rapporto massa su energia di ionizzazione. Inoltre il propellente non dovrebbe causare un grosso grado di erosione del propulsore per permetterne una lunga durata e non deve contaminare il veicolo.
Molti degli attuali modelli usano lo xenon a causa della sua bassa energia di ionizzazione, del numero atomico relativamente alto, della sua natura inerte e del basso grado di erosione. Tuttavia lo xenon è poco presente in natura e molto costoso.
I vecchi modelli utilizzavano il mercurio, che però è tossico, costoso e tendeva a contaminare il veicolo.
Altri propellenti come il bismuto hanno mostrato buone possibilità e sono tuttora aree di ricerca, in particolare per i modelli senza griglia, come i propulsori a effetto Hall.

## Applicazioni
I propulsori ionici potrebbero avere molte applicazioni nella propulsione spaziale. I migliori impieghi dei propulsori sono nella possibilità di utilizzare la loro lunga durata quando non serve una spinta eccessiva. Alcuni esempi possono essere i trasferimenti di orbita, aggiustamenti nell'allineamento, compensazione della resistenza aerodinamica per orbite basse e aggiustamenti fini nelle missioni più scientifiche. I propulsori ionici possono anche essere usati per missioni interplanetarie e nello spazio profondo dove il tempo non è cruciale. La spinta continua in un periodo di tempo molto lungo permette di raggiungere velocità più elevate di quelle ottenibili con razzi chimici tradizionali.

## Missioni
Di tutti i propulsori elettrici, quelli ionici sono stati i più considerati commercialmente e accademicamente nella ricerca per le missioni interplanetarie e per le manovre di sollevamento orbitale. I propulsori ionici sono visti come la migliore soluzione per queste missioni poiché richiedono un grosso cambiamento nella velocità in generale, che può essere costruito in lunghi periodi di tempo. Diverse navi spaziali hanno sfruttato questa tecnologia.

### SERT
Il primo veicolo fu il SERT (Space Electric Rocket Test, letteralmente "test per razzo spaziale elettrico") che testò due motori ionici al mercurio per migliaia di ore negli anni settanta.

### Deep Space 1
La NASA ha sviluppato un propulsore ionico chiamato NSTAR per l'uso nelle loro missioni interplanetarie. Questo propulsore è stato testato con successo nella sonda spaziale Deep Space 1, lanciata da Cape Canaveral il 24 ottobre 1998 per mezzo di un razzo Delta II. La Huges ha sviluppato lo XIPS (Xenon Ion Propulsion System, Sistema di Propulsione Ionica allo Xenon) per mantenere la stazionarità dei satelliti geosincroni. Questi sono propulsori ionici elettrostatici e funzionano con un principio diverso rispetto a quelli a effetto Hall.

### Artemis
Il 12 luglio del 2001 l'Agenzia Spaziale Europea ha fallito il lancio del suo satellite per le telecomunicazioni Artemis, lasciandolo in un'orbita decadente. Il propellente chimico del satellite era tuttavia sufficiente per trasferirlo in un'orbita semi-stabile e nei 18 mesi successivi il sistema sperimentale di propulsione ionica a bordo (pensato per manovre secondarie di mantenimento dell'orbita) è stato utilizzato per trasferirlo in orbita geostazionaria.

### Hayabusa
Il satellite Hayabusa dell'agenzia spaziale Giapponese, che è stato lanciato nel 2003 e ha incontrato con successo l'asteroide 25143 Itokawa rimanendovi in prossimità per molti mesi per raccogliere campioni e informazioni, è spinto da quattro motori ionici allo xenon. Utilizza ioni di xenon generati da microonde ECR e un materiale in carbonio/carbonio composito per la griglia di accelerazione resistente all'erosione.

### Smart 1
Il propulsore a effetto Hall è un tipo di propulsore ionico che è stato usato per decenni nel mantenimento dell'orbita stazionaria dall'Unione Sovietica ed è ora utilizzato dall'occidente: il satellite dell'Agenzia Spaziale Europea Smart 1, lanciato nel 2003 lo ha usato lo Snecma PPS-1350-G. Questo satellite ha completato la sua missione il 3 settembre del 2006 in una collisione controllata contro la superficie della luna dopo una deviazione di traiettoria per essere in grado di vedere il cratere di tre metri generato nell'impatto sul lato visibile della luna.

### Dawn
Il Dawn è stato lanciato il 27 settembre del 2007 per esplorare il pianeta nano Cerere e l'asteroide Vesta. Per viaggiare tra la Terra e i suoi obiettivi usa tre propulsori ionici allo xenon ereditati dalla Deep Space 1 (accendendone uno alla volta) per portarla in una lunga spirale uscente. È prevedibile anche una missione successiva nella quale Dawn esplori altri asteroidi oltre a Cerere. Il motore ionico della Dawn è in grado di accelerarla da 0 a 60 mph (97 km/h) in 4 giorni.

### LISA Pathfinder
Il LISA Pathfinder è un veicolo dell'ESA che doveva essere lanciato nel 2011, ma è partito il 3 dicembre del 2015. Non sfrutta i motori ionici come sistema di propulsione primaria, ma usa sia propulsori colloidali che FEEP per un controllo di assetto molto preciso — la piccola spinta generata da questi strumenti di propulsione rende possibile muovere il veicolo per distanze incrementali molto accuratamente. Questo è uno dei test possibili per la missione LISA.

### BepiColombo
Il BepiColombo è una missione dell'Agenzia Spaziale Europea (ESA) in collaborazione con la Agenzia Spaziale Giapponese (JAXA), la missione è stata lanciata il 20 ottobre 2018; contiene il  Mercury Transfer Module dell'Agenzia Spaziale Europea che utilizzerà sia la propulsione ionica che quella chimica, in combinazione con la fionda gravitazionale fornita da Terra, Venere e Mercurio, per portare due orbiter della scienza abbastanza vicini a Mercurio.